# Примитивна функција
Примитивна функција функције {\displaystyle {f(x)}} дефинисане у интервалу {\displaystyle {(a,b)}}, је функција {\displaystyle {\varphi (x)}} дефинисана на истом интервалу, са својством {\displaystyle \varphi '(x)=f(x)}.

## Дефиниција
Нека је функција {\displaystyle {f(x)}} дефинисана у интервалу {\displaystyle {(a,b)}}.
Примитивном функцијом функције {\displaystyle {f(x)}} називамо функцију {\displaystyle \varphi (x),x\in (a,b)}, ако је она диференцијабилна и ако задовољава једнакост {\displaystyle \varphi '(x)=f(x),x\in (a,b)}.
Ако је {\displaystyle \varphi (x)} примитивна функција функције {\displaystyle {f(x)}}, онда је и {\displaystyle \varphi (x)+c} примитивна функција функције {\displaystyle {f(x)}}, где је {\displaystyle {c}} − произвољна константа.

## Све примитивне функције дате функције
Став 1: Ако је {\displaystyle \varphi (x)} примитивна функција функције {\displaystyle {f(x)}}, онда је и {\displaystyle \varphi (x)+C} примитивна функција функције {\displaystyle {f(x)}}, где је {\displaystyle {C}} − произвољна константа..
Ако су {\displaystyle \varphi (x)} и {\displaystyle \phi (x)} две примитивне функције од {\displaystyle {f(x)}} у неком интервалу I, онда је {\displaystyle (\exists C\in R)(\forall x\in I)\varphi (x)-\phi (x)=C}

## Неодређени интеграл
Појам примитивне функције је уско повезан са појмом неодређеног интеграла, који се дефинише као скуп свих примитивних функција неке функције и означава са :{\displaystyle \int f(x)dx=\varphi (x)+C}